# Bulbophyllum bittnerianum
Bulbophyllum bittnerianum là một loài phong lan thuộc chi Bulbophyllum.

## Hình ảnh

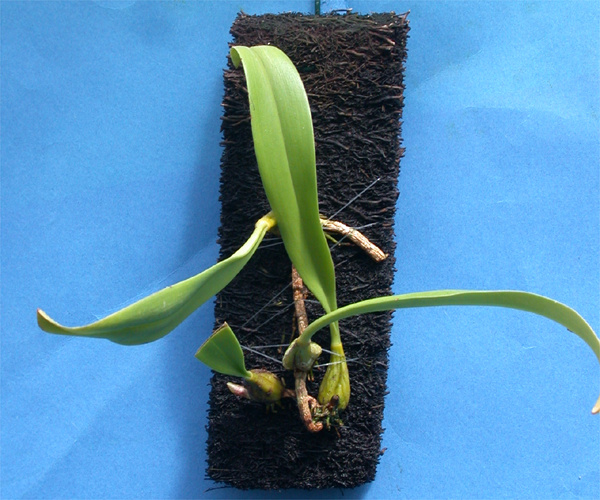